# Apostenus epidaurus
Espèce
Apostenus epidaurus est une espèce d'araignées aranéomorphes de la famille des Liocranidae.

## Distribution
Cette espèce est endémique du Péloponnèse en Grèce,. Elle se rencontre vers Épidaure.

## Description
Les mâles mesurent de 1,7 à 1,9 mm.

## Systématique et taxinomie
Cette espèce a été décrite par Wunderlich en 2022.

## Étymologie
Son nom d'espèce lui a été donné en référence au lieu de sa découverte, Épidaure.

## Publication originale
- Wunderlich, 2022 : « Some spiders (Araneae) of the Western Palearctic. » Beiträge zur Araneologie, vol. 15, p. 4-78.